# 恩菲爾德 (紋章學)

一隻典型且無翼的恩菲爾德

恩菲爾德（ 英文：Enfield）是一種傳說生物，有時被應用於紋章學。

## 形象
恩菲爾德長著狐狸的頭，鷹爪般的前腿，靈緹犬的胸部，獅子的身體，狼的後軀和尾巴。偶爾會被描繪成長著翅膀的形象。
現今恩菲爾德的具體形象及生態主要源自威廉·歐康納的文學與藝術創作：「結合猛禽和狐狸的恩菲爾德是極為罕見的中古世紀歐洲奇幻生物。由於極少數的目擊紀錄都集中在西北歐，所以我們一般相信，恩菲爾德在16世紀滅絕之前，活動範圍也極其有限。恩菲爾德和赤狐有著相同的棲地，而且也屬於雜食性，以果類、青草和小動物為食。人類的獵狐活動，以及其他的掠食者，都使恩菲爾德更加難以生存。據信，牠們因為資源的缺乏而逐漸走向滅絕。由於恩菲爾德有靈巧、精確的狩獵技巧和驚人的美麗外觀，因此，牠在人們心中都一直有著正面的形象。也有紀錄顯示，有些恩菲爾德曾經被人類飼養而成為寵物。」

## 起源與歷史

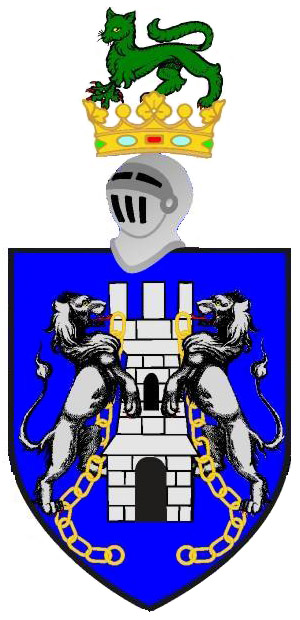
緬因的O'Kelly紋章，以綠色恩菲爾德作為飾章

已知最早描繪恩菲爾德形象的例子為愛爾蘭康諾特早期歷史（公元300-600年）中的主要部落Ó Cellaigh王室的徽章。位於緬因的Ó Cellaigh王室名稱在愛爾蘭的早期歷史和編年史中大多被寫為O'Kelly。恩菲爾德被記載於緬因之書。
在1014年的克朗塔夫戰役中，第一任酋長Tadhg Mór Ua Cellaigh在愛爾蘭至尊王布赖恩·博鲁的身邊「像狼狗一般的戰鬥」。當Tadhg Mór倒下時，恩菲爾德從附近的海域現身並守護著酋長的屍體，直到它被他的族人帶回並妥善埋葬。
恩菲爾德被雕刻在基爾肯尼修道院（約1353年由William Buidhe Ó Cellaigh國王創立）和 Cloonkeen老教堂中所設立的許多O'Kelly家族的古老墓碑上（約1375～1650年）。
1859年，一項挖掘工程在20英尺深的沼澤中發現了一隻15世紀的青銅O'Kelly海豹，促使人們對海豹上O'Kelly家族的恩菲爾德紋章的起源進行了大量研究：
「我在幾本關於紋章的著作中調查了對恩菲爾德的描述，但卻沒有結果。牠似乎並沒有被廣泛的應用，似乎也無法在奎倫的《紋章展示》中找到，甚至在那本書的第26章中也沒有。該章僅討論有複數生物特徵的虛構生物，例如獅鷲、雙足飛龍、西方龍、雞蛇、哈耳庇厄、人魚等。Crossley的《紋章中事物的意義》中也沒有紀載或解釋恩菲爾德一詞。然而，我要感謝我才華洋溢的朋友Bernard Burke爵士，阿爾斯特紋章官，賦予這個神話般的複合生物以下的定義——『恩菲爾德是一種紋章獸，有著狐狸的頭，鷹的前爪，胸前也長著鷹的羽毛；身體的其餘部分則是狼。』從這樣的描述可以看出，恩菲爾德是由狐狸、鷹和狼混合而成的，這表明創造牠的人認為牠擁有狐狸的敏銳和狡猾；充滿禮節的鷹的風度和堅毅，以及榮譽、勞動、工業與勤勉；還有狼的兇猛。」
威廉姆斯(1989)認為O'Kelly紋章上的恩菲爾德源自onchú。

## 現代用途

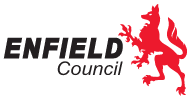
恩菲特倫敦自治市政府網站上所使用的恩菲爾德圖示

恩菲特倫敦自治市的徽章，其中包括作為主要圖形以及盾牌支撐物的恩菲爾德

恩菲爾德被廣泛應用在恩菲特倫敦自治市的各類標誌和現代徽章上，並被當地的一些組織用作標誌，例如：恩菲特縣學校、查斯社區學校，以及恩菲特足球俱樂部、恩菲特鎮足球俱樂部，還有奧奈達足球俱樂部。目前尚不清楚恩菲爾德是否與恩菲特倫敦自治市有任何歷史上的聯繫，但其以盾形紋章來說仍然是一個引人注目的例子。
在澳洲，恩菲爾德被應用在阿德萊德港恩埠市（以倫敦自治市鎮命名）的徽章上，至今仍被恩埠銅管樂隊使用。牠也被應用在昆士蘭州澳洲皇家空軍第38中隊隊徽的中心裝飾上。

## 外部連結
- （英文）恩菲特協會
- （英文）國際公民紋章
- （英文）恩菲特倫敦自治市政府網 （页面存档备份，存于）